# Eutropis macularia
Eutropis macularia là một loài thằn lằn trong họ Scincidae. Loài này được Blyth mô tả khoa học đầu tiên năm 1853. Loài rắn mối này được tìm thấy ở Nam và Đông Nam Á. Chúng sinh sống trên mặt đất, nhút nhát, hoạt động cả ngày lẫn đêm.

## Phân bố và môi trường sống
Loài da này được tìm thấy ở Bangladesh, Bhutan, Campuchia, Ấn Độ, Lào, Malaysia (Tây Bắc), Myanmar, Nepal, Pakistan, Sri Lanka, Thái Lan và Việt Nam. Địa phương điển hình là Rangpur, Bengal [Bangladesh]. Chúng Nó sống trong cả rừng rụng lá và rừng thường xanh, trong đồn điền, giữa các lớp lá, đồng cỏ và trong các khu vực đá có cây phân tán, ở độ cao khoảng 1500 m.

## Sinh học
Giống như các loài rắn mối, loài này ăn côn trùng và các động vật không xương sống khác. Chúng ẩn mình trong các lỗ trên mặt đất, trong các kẽ hở và dưới các tảng đá. Con cái đẻ một vài ổ trứng nhỏ mỗi năm, mỗi ổ chứa từ ba đến sáu trứng. Trong một nghiên cứu ở miền nam Tây Ghats, Eutropis macularia là loài bò sát thường gặp nhất trong các đồn điền, vườn cây ăn quả và vườn nơi nghiên cứu được thực hiện, hoạt động cả ngày lẫn đêm. Chúng ưa thích những khu vực có tán cao, lá rậm rạp và cây bụi và thảo mộc rậm rạp. Chúng hoàn toàn sống trên cạn và khá nhút nhát.

## Hình ảnh

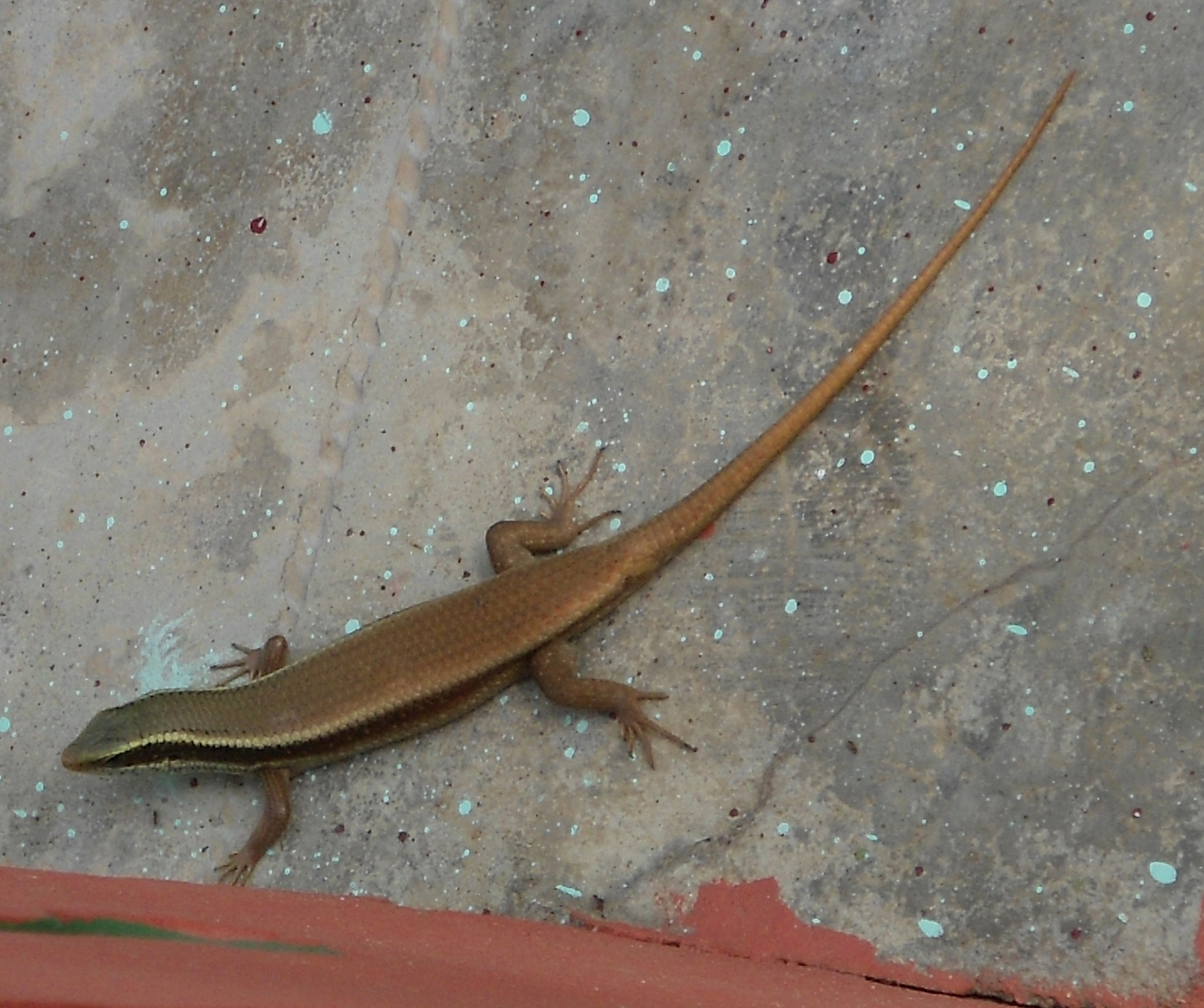
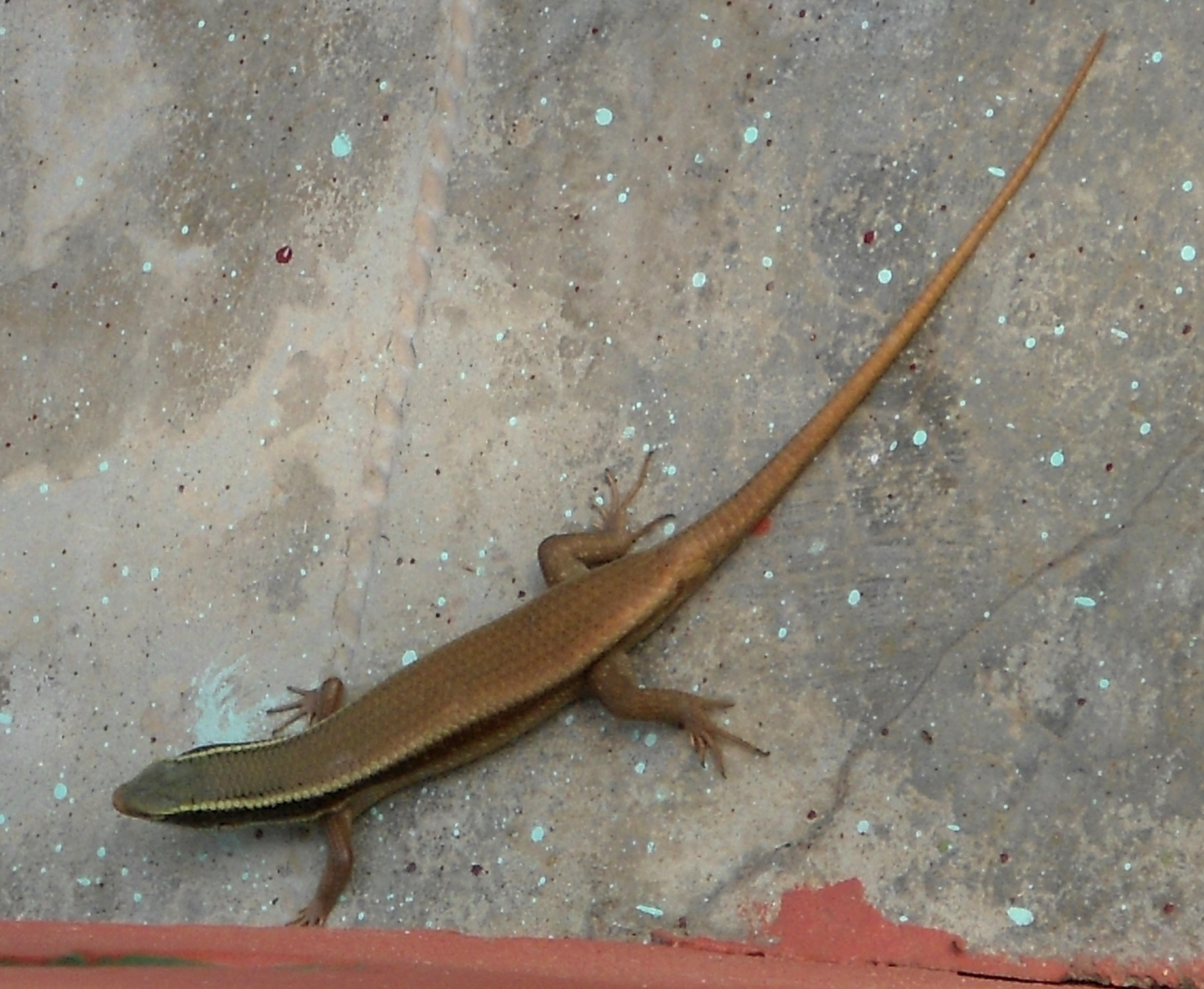
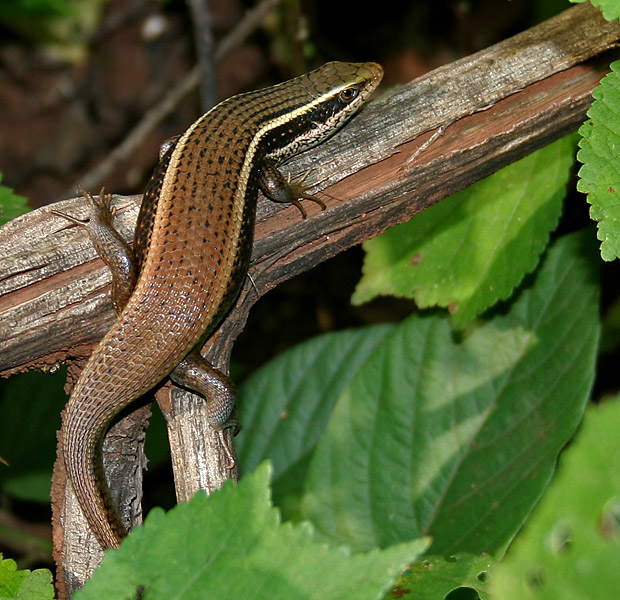
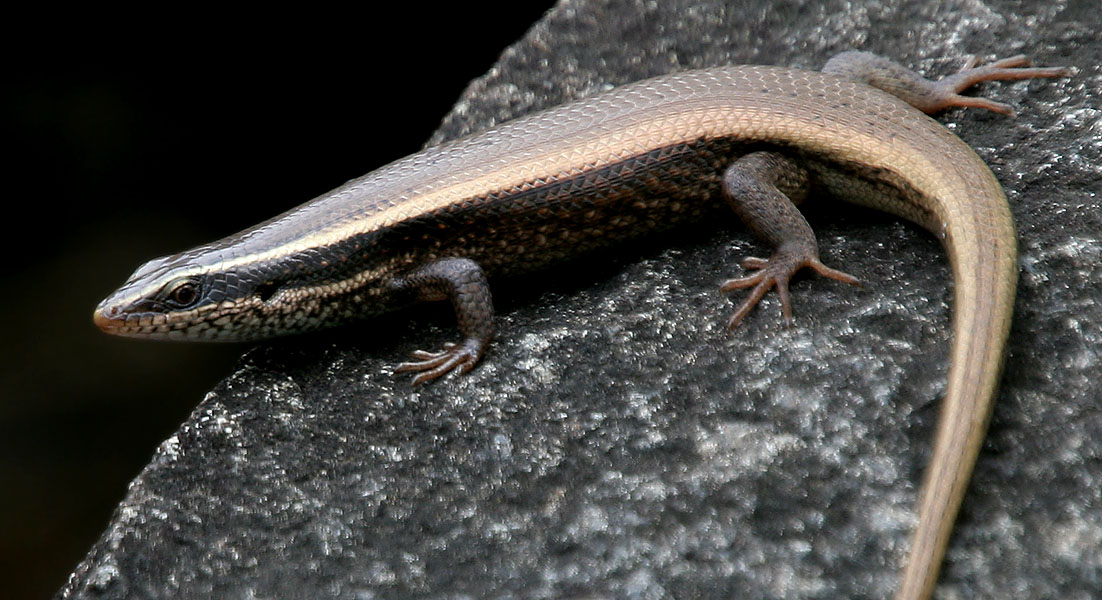